# Olginate
Olginate est une commune italienne de la province de Lecco dans la région Lombardie, localisée à 40 km au nord-est de Milan.

## Administration
| Période                                  | Période | Identité | Étiquette | Qualité |
| ---------------------------------------- | ------- | -------- | --------- | ------- |
|                                          |         |          |           |         |
| Les données manquantes sont à compléter. |         |          |           |         |

### Hameaux

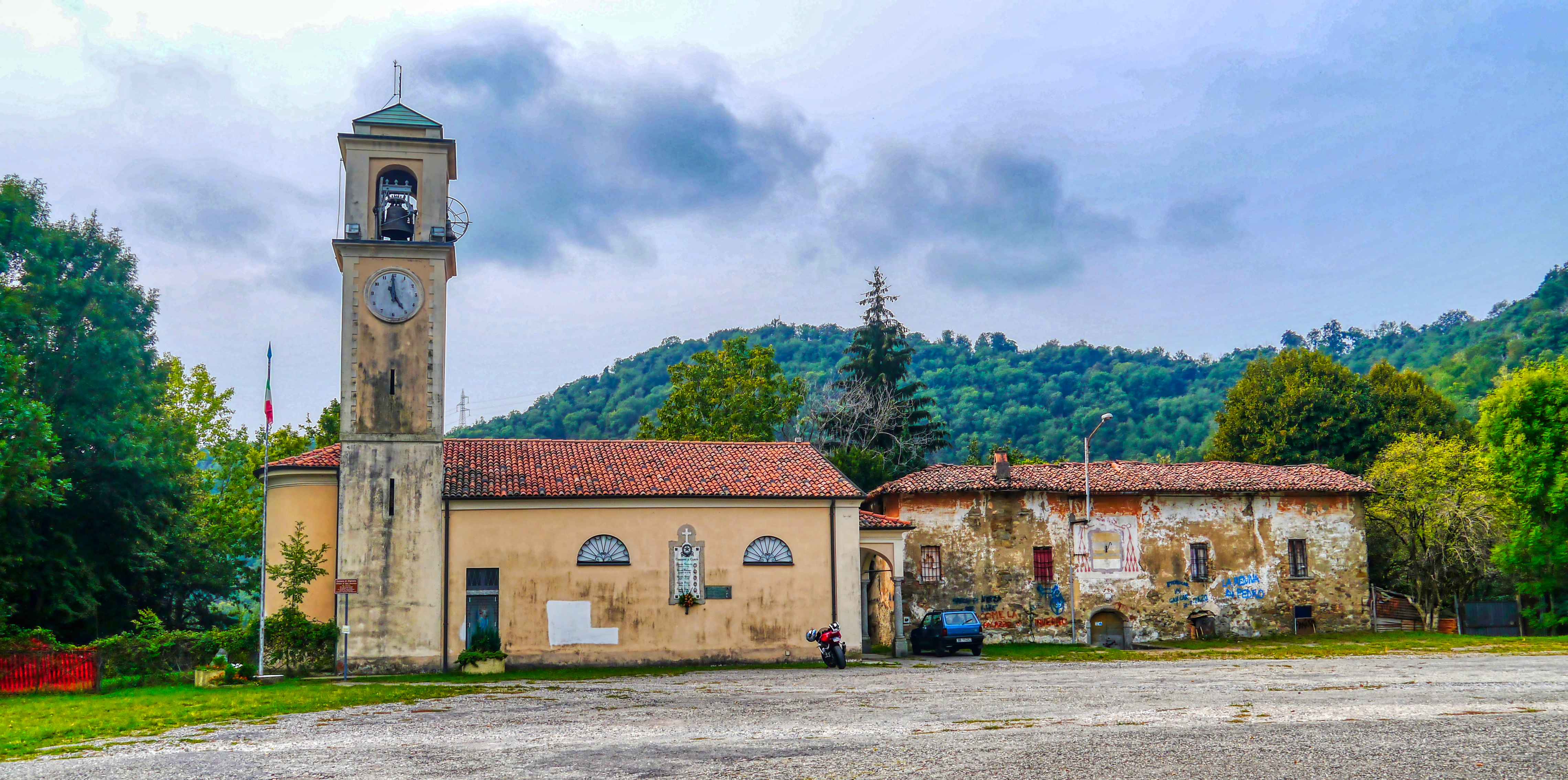
Consonno.

### Communes limitrophes
Airuno, Brivio, Calolziocorte, Galbiate, Garlate, Valgreghentino, Vercurago.